# Odznaka „Za zasługi dla miasta Ostrołęki”
Odznaka „Za zasługi dla miasta Ostrołęki” – odznaka jest zaszczytnym i najwyższym wyróżnieniem za szczególne zasługi i wkład na rzecz miasta Ostrołęki. Odznaka jest jednostopniowa i może być nadana jeden raz. Zgodnie z obowiązującą uchwałą numer 256/9/97 Rada Miasta w Ostrołęce z dnia 27 maja 1997 roku odznakę za zasługi dla miasta Ostrołęki Rada Miasta może nadawać osobom fizycznym, osobom prawnym, organizacjom społecznym, organizacjom młodzieżowym, zawodowym oraz zakładom i instytucjom. Odznaka może być nadana osobom zamieszkałym w mieście Ostrołęka oraz poza jego granicami za ich zasługi na rzecz miasta Ostrołęki.

## Historia
Inicjatywa przyznania odznaki za zasługi dla miasta Ostrołęki została podjęta w maju 1993 roku. Wzór honorowej odznaki został zatwierdzony przez Radę Miasta uchwałą nr 239 z dnia 13 maja 1993 r. Regulamin nadawania odznaki oraz Regulamin Miejskiej Komisji do Spraw Nadawania Odznaki Honorowej za Zasługi dla Miasta Ostrołęki został uchwalony w lutym 1994 r. Pierwszą odznaczoną w 1994 roku była Pani Zofia Niedziałkowska. Na przestrzeni lat 1994–2020 zostały nadane 334 odznaczenia, w tym 50 dla instytucji, to są stowarzyszenia, zespoły muzyczne, zespoły sportowe oraz szkoły. 20 osób zostało odznaczonych pośmiertnie, ponad 200 osób to osoby fizyczne, wśród nich to lekarze, nauczyciele, pisarze, poeci, sportowcy, księża oraz działacze społeczni.

## Odznaczeni[3]
- Janusz Gołota
- Jerzy Kijowski
- Stanisław Kubeł
- Zofia Niedziałkowska

## Instytucje uhonorowane odznaką
- Szkoła Podstawowa nr 4 im. Żołnierza Polskiego w Ostrołęce[4]